# 真那春人
真那 春人（まな はると、2月3日 - ）は、宝塚歌劇団・雪組に所属する男役。
千葉県白井市、千葉県立柏陵高等学校出身。公称身長169cm。愛称は「みっくん」、「まなはる」、「はる」。

## 略歴
2004年、宝塚音楽学校入学。
2006年、第92期生として宝塚歌劇団入団。入団時の成績は宝塚入団時の成績は48人中28番。同期に真風涼帆（元宙組トップスター）、天咲千華、月野姫花、蘭乃はな（元花組トップ娘役）、すみれ乃麗、鳳月杏(現月組トップスター)など。
宙組『NEVER SAY GOODBYE』で初舞台。同年5月10日、雪組に配属。
2010年、『ソルフェリーノの夜明け』で、物語のキーパーソンであるポポリーノ役に抜擢される。
2013年7月より2015年6月まで、同期生の桃花ひなとともに『TAKARAZUKA SKY STAGE』にて第2期スカイ・ナビゲーターズ、2017年7月から2021年6月まで第7期・第8期スカイ・レポーターズを務めた。
2016年、『るろうに剣心』で彩凪翔の休演に伴い、武田観柳役を代役で務める。
2026年2月23日付で雪組副組長に就任することが発表された。

## 主な舞台出演

### 初舞台
- 2006年3 - 5月、宙組『NEVER SAY GOODBYE』（宝塚大劇場のみ）

### 雪組時代
- 2006年9 - 12月、『堕天使の涙』『タランテラ!』
- 2007年2月、『ハロー!ダンシング』（宝塚バウホール）
- 2007年5 - 8月、『エリザベート』
- 2007年10月、『シルバー・ローズ・クロニクル』（ドラマシティ・日本青年館） - ジム
- 2008年5 - 6月、『凍てついた明日 -ボニー&クライドとの邂逅-』（宝塚バウホール） - ジェレミー・メスヴィン
- 2008年8 - 11月、『ソロモンの指輪』『マリポーサの花』 - 新人公演：ラファエル（本役：彩那音）
- 2008年12 - 2009年1月、『カラマーゾフの兄弟』（ドラマシティ・赤坂ACTシアター） - アレイニコフ（警察官）
- 2009年3 - 5月、『風の錦絵』『ZORRO 仮面のメサイア』 - 新人公演：ガルシア軍曹（本役：緒月遠麻）
- 2009年7 - 10月、『ロシアン・ブルー -魔女への鉄槌-』 - アルカディ・スロニムスキー、新人公演：グレゴリー・アレクサンドロフ（本役：音月桂）『RIO DE BRAVO!!』
- 2009年11 - 12月、『雪景色』（宝塚バウホール・日本青年館） - 藤太
- 2010年2 - 4月、『ソルフェリーノの夜明け』 - ポポリーノ、新人公演：マニヤーニ（本役：蓮城まこと）『Carnevale 睡夢』
- 2010年6 - 9月、『ロジェ』 - 新人公演：ゲルハルト（本役：奏乃はると）『ロック・オン！』
- 2010年10 - 11月、『オネーギンEvgeny Onegin －あるダンディの肖像－』（日本青年館・宝塚バウホール） - ミーシャ、エドウィン・コルフ
- 2011年1 - 3月、『ロミオとジュリエット』 - 新人公演：パリス（本役：彩那音）
- 2011年4 - 5月、『ニジンスキー〜奇跡の舞神〜』（宝塚バウホール・日本青年館） - レオニード・マシーン
- 2011年7月、『『灼熱の彼方 〜「オデュセウス編」と「コモドゥス編」〜』（宝塚バウホール） - アスペル
- 2011年9 - 11月、『仮面の男』 - 仮面の男、新人公演：ダルタニアン（本役：早霧せいな）『ROYAL STRAIGHT FLUSH!!』
- 2012年1月、『インフィニティ』（宝塚バウホール）
- 2012年3 - 5月、『ドン・カルロス』 - アルフォンソ、新人公演：ルイ・ゴメス・デ・シルバ（本役：香綾しずる）『Shining Rhythm!』
- 2012年7 - 8月、『フットルース』（梅田芸術劇場・博多座）-トラビス
- 2012年10 - 12月、『JIN-仁-』 - 山本清十郎／蓑田玄沢（2役）、新人公演：勝麟太郎（本役：北翔海莉）『GOLD SPARK!－この一瞬を永遠に－』
- 2013年2月、『ブラック・ジャック』（ドラマシティ・日本青年館） - 山野
- 2013年4 - 7月、『ベルサイユのばら -フェルゼン編-』 - ルネ／ピエール（2役）
- 2013年8 - 9月、『春雷』（宝塚バウホール） - ロルフ
- 2013年11 - 2014年2月、『Shall we ダンス?』 - ダンサー（男）『CONGRATULATIONS 宝塚!!』
- 2014年3月、『ベルサイユのばら -オスカルとアンドレ編-』（全国ツアー） - ダグー大佐
- 2014年6 - 8月、『一夢庵風流記 前田慶次』 - 笹丸『My Dream TAKARAZUKA』
- 2014年10月、『伯爵令嬢 -ジュテーム、君を愛さずにはいられない-』（日生劇場） - 執事
- 2015年1 - 3月、『ルパン三世 -王妃の首飾りを追え!-』 - ジョルジュ『ファンシー・ガイ!』
- 2015年5 - 6月、『アル・カポネ —スカーフェイスに秘められた真実—』（ドラマシティ・赤坂ACTシアター） - ジャック・マクガーン
- 2015年7 - 10月、『星逢一夜』 - 雨吉『La Esmeralda』
- 2015年11 - 12月、『哀しみのコルドバ』 - バシリオ『La Esmeralda』（全国ツアー）
- 2016年2 - 5月、『るろうに剣心』 - 瓦版売り/式尉、代役：武田観柳（本役：彩凪翔、2月11日 - 2月15日）[6]
- 2016年6 - 8月、『ローマの休日』（中日劇場・赤坂ACTシアター・梅田芸術劇場） - プロヴノ将軍
- 2016年10 - 12月、『私立探偵ケイレブ・ハント』 - ダドリー『Greatest HITS！』
- 2017年2月、『星逢一夜』 - 鈴虫膳右衛門『Greatest HITS！』（中日劇場）
- 2017年4 - 7月、『幕末太陽傳（ばくまつたいようでん）』 - 大工長兵衛『Dramatic “S”!』
- 2017年8 - 9月、『琥珀色の雨にぬれて』 - ミッシェル・ドゥ・プレール伯爵『“D”ramatic S！』（全国ツアー）
- 2017年11月、『ひかりふる路〜革命家、マクシミリアン・ロベスピエール〜／SUPER VOYAGER！－希望の海へ－』ジョゼフ・フーシェ
- 2018年3 - 4月、『義経妖狐夢幻桜』（宝塚バウホール） - ベンケイ
- 2018年6 - 9月、『凱旋門 -エリッヒ・マリア・レマルクの小説による-』 - アーロン・ゴールドベルク『Gato Bonito!!』
- 2018年11 - 2019年2月、『ファントム』 - ルドゥ警部
- 2019年3 - 4月、『20世紀号に乗って』（東急シアターオーブ） - オリバー・ウェッブ
- 2019年5 - 9月、『壬生義士伝』 - 近藤勇『Music Revolution!』
- 2019年10月、『ハリウッド・ゴシップ』（KAAT神奈川芸術劇場・ドラマシティ） - ロバート・バークリー[8]
- 2020年1 - 3月、『ONCE UPON A TIME IN AMERICA（ワンス アポン ア タイム イン アメリカ）』 - コックアイ[9]
- 2020年8 - 9月、『炎のボレロ』 - タイロン『Music Revolution!-New Spirit-』（梅田芸術劇場）
- 2021年1 - 4月、『fff-フォルティッシッシモ-』 - ヘンデル『シルクロード〜盗賊と宝石〜』
- 2021年6月、『ヴェネチアの紋章』 - アンドレア・グリッティ『ル・ポァゾン 愛の媚薬-Again-』（全国ツアー）
- 2021年8 - 11月、『CITY HUNTER』 - ジェネラル『Fire Fever!』
- 2022年1月、『Sweet Little Rock 'n' Roll』（宝塚バウホール） - フレディ[10]
- 2022年3 - 6月、『夢介千両みやげ』 - 一つ目の御前『Sensational!』
- 2022年7 - 8月、『心中・恋の大和路』（ドラマシティ・日本青年館） - 伊兵衛／忠三郎
- 2022年10 - 12月、『蒼穹の昴』 - 袁世凱[11]
- 2023年2 - 3月、『海辺のストルーエンセ』（KAAT神奈川芸術劇場・ドラマシティ） - ランツァウ伯爵
- 2023年4 - 7月、『Lilac（ライラック）の夢路』 - ホフマン『ジュエル・ド・パリ!!』
- 2023年8 - 9月、『愛するには短すぎる』 - エドワード・スノードン『ジュエル・ド・パリ!!』（全国ツアー）
- 2023年12 - 2024年2月、『ボイルド・ドイル・オンザ・トイル・トレイル』 - ジョージ・ニューンズ『FROZEN HOLIDAY（フローズン・ホリデイ）』
- 2024年4 - 5月、『仮面のロマネスク』 - ロベール『Gato Bonito!!』（全国ツアー）
- 2024年7 - 10月、『ベルサイユのばら-フェルゼン編-』 - プロバンス伯爵
- 2024年11 - 12月、『愛の不時着』（東京建物 Brillia HALL・梅田芸術劇場） - ピョ・チス
- 2025年3 - 6月、『ROBIN THE HERO』 - リトル・ジョン『オーヴァチュア!』
- 2025年8月、『ステップ・バイ・ミー』（宝塚バウホール） - ケビン
- 2025年11 - 2026年2月、『ボー・ブランメル〜美しすぎた男〜／Prayer〜祈り〜』